# Samsung Galaxy S6

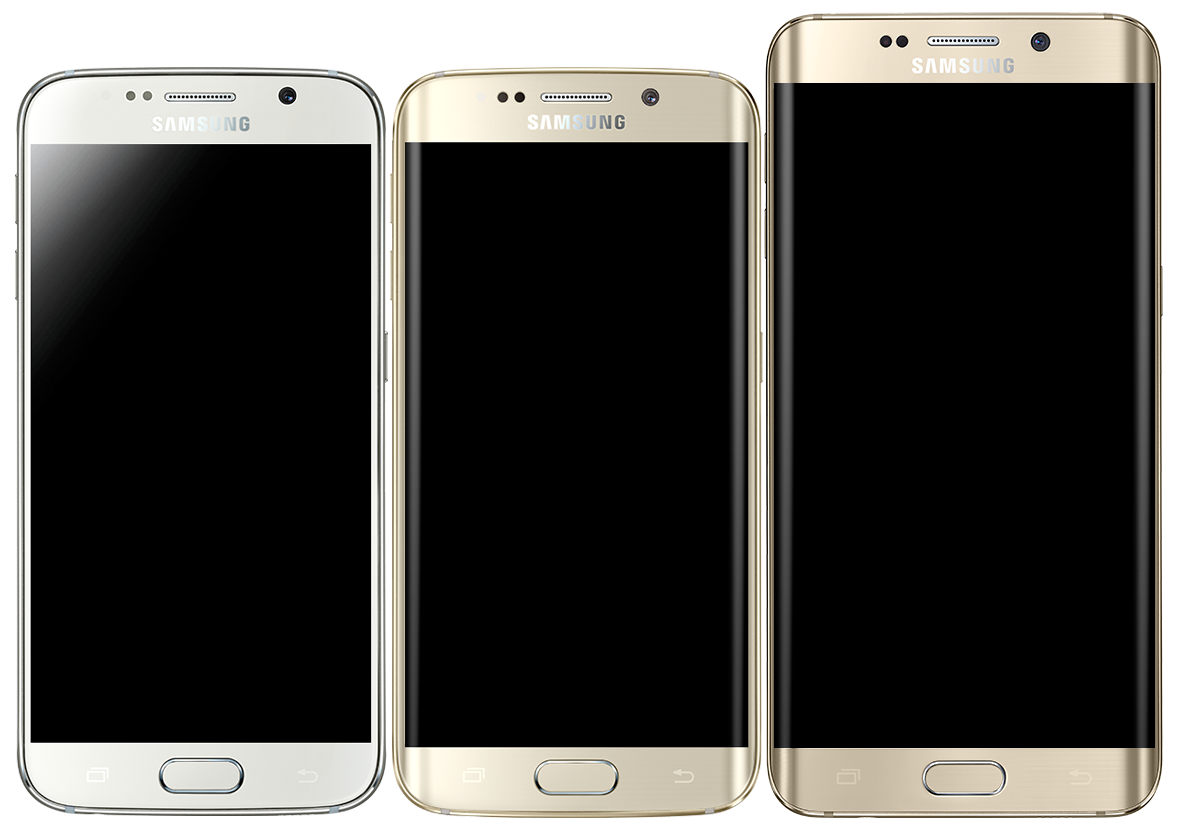
Samsung Galaxy S6 (vänster), Samsung Galaxy S6 Edge (mitten) och Samsung Galaxy S6 Edge+ (höger).

Samsung Galaxy S6 logotyp

Samsung Galaxy S6, Samsung Galaxy S6 Edge och Samsung Galaxy S6 Edge+ är smarttelefoner i Samsung Galaxy-serien och uppföljarna till Samsung Galaxy S5. Smarttelefonerna kör operativsystemet Android 5.0 "Lollipop" och tillverkades av Samsung Electronics. Samsung Galaxy S6 och Samsung Galaxy S6 Edge offentliggjordes den 1 mars 2015 under Mobile World Congress i Barcelona medan Samsung Galaxy S6 Edge+ offentliggjordes den 13 augusti samma år tillsammans med Samsung Galaxy Note 5 på "Samsung Unpacked 2015" i New York.